# Mattias Falck
Mattias Falck (né Karlsson) (Karlskrona, 7 september 1991) is een Zweedse professioneel tafeltennisser. Hij speelt rechtshandig met de shakehandgreep.
Falck nam de achternaam van zijn vrouw aan bij hun trouwen.
In 2016 (Rio de Janeiro) en 2021 (Tokio) nam hij deel aan de Olympische spelen.
Momenteel speelt Falck in de Bundesliga bij Werder Bremen.

## Belangrijkste resultaten
- Goud op de wereldkampioenschappen (dubbel) met Kristian Karlsson in 2021
- Zilver op de wereldkampioenschappen (enkel) in 2019
- Zilver op de Europese kampioenschappen (dubbel) met Kristian Karlsson in 2012
- Zilver op de Europese kampioenschappen (gemengddubbel) met Matilda Ekholm in 2016
- Zilver op de Europese kampioenschappen (dubbel) met Kristian Karlsson in 2018
- Brons op de Europese kampioenschappen (enkel) in 2020